# Toni Standteiner
Toni Standteiner (...) è un ex sciatore alpino statunitense.

## Biografia
Polivalente originario di Squaw Valley, Standteiner proviene da una famiglia di grandi tradizioni nello sci alpino: era figlio dell'allenatore austriaco Hans ed è fratello di Hansi e Heidi, a loro volta sciatori della nazionale statunitense. Ai Campionati statunitensi 1989 vinse la medaglia di bronzo nella combinata, a quelli del 1991 la medaglia di bronzo nel supergigante e a quelli del 1992 la medaglia d'oro nella combinata; non ottenne piazzamenti in Coppa del Mondo né prese parte a rassegne olimpiche o iridate.

## Palmarès

### Campionati statunitensi
- 3 medaglie (dati parziali):
  - 1 oro (combinata[5] nel 1992)
  - 2 bronzi (combinata[3] nel 1989; supergigante[4] nel 1991)